# Flughafen Santiago de Cuba

i7
i11
i13
Der Flughafen Antonio Maceo (spanisch Aeropuerto Internacional Antonio Maceo, IATA-Code: SCU, ICAO-Code: MUCU) ist ein internationaler Flughafen im Süden von Santiago de Cuba, Kuba.
Der Flughafen wurde nach drei Jahren Bauzeit 1954 eingeweiht und 1991 umfassend renoviert.
Santiago wird hauptsächlich von Propellermaschinen angeflogen, jedoch landen hier auch Strahlflugzeuge. Der Großteil der kommerziellen Flüge nach Santiago sind Inlandsflüge. Es gibt aber auch 20 Flüge zu internationalen Zielen wöchentlich, durchgeführt sowohl von kubanischen als auch von internationalen Fluggesellschaften.
Der Flughafen dient gelegentlich als feierlicher Empfangsort für ausländische Staatsgäste. Internationale Aufmerksamkeit hatte am 26. März 2012 der Besuch von Papst Benedikt XVI. zum Auftakt seines dreitägigen Aufenthalts auf Kuba.
Durch den Hurrikan Sandy vom 25. Oktober 2012 wurden über 90 Prozent der Einrichtungen des Flughafens beschädigt. Ein 56 Tonnen schweres Verkehrsflugzeug des Typs Jak-42 wurde vom Sturm um 20 Meter von seinem Parkplatz auf dem Rollfeld verschoben. Nach einer sechstägigen Schließung wurde der Flugbetrieb zunächst unter Nutzung eines mobilen Kontrollturms wieder aufgenommen. Am 30. Oktober 2012 landete das erste von mehreren ausländischen Transportflugzeugen mit Hilfslieferungen für das Katastrophengebiet.